# سیارک ۲۲۴۵
سیارک ۲۲۴۵ (به انگلیسی: 2245 Hekatostos، نامگذاری:1968BC) دو هزار و دویست و چهل و پنجمین سیارک کشف شده‌است که در ۲۴ ژانویه ۱۹۶۸ کشف شد.
قدر مطلق سیارک برابر ۱۱٫۳۰ است.